# Scott Innes
Scott Innes (Poplar Bluff, 1º ottobre 1966) è un doppiatore e attore statunitense.

## Filmografia parziale

### Doppiatore
- Scooby-Doo e l'isola degli zombie (1998)
- Scooby-Doo e il fantasma della strega (1999)
- Scooby-Doo e gli invasori alieni (2000)
- Scooby-Doo e il viaggio nel tempo (2001)
- Scooby-Doo (2002)
- Scooby HD - 6 episodi (2012-2013)
- Lost Treasure of Jesse James (2020)

### Attore
- Like Son, regia di John Schneider (2016)
- Christmas Coffee, regia di Jonah Monet (2020)
- Go Fishin', regia di Jonah Monet (2020)
- L'algoritmo dell'amore (Love, Game, Match) - film TV (2022)
- Tres Leches, regia di John Schneider (2022)
- Tad Caldwell & The Monster Kid, regia di Laura Duval (2022)